# Institut für Rechtsfragen der Freien und Open Source Software
Das Institut für Rechtsfragen der Freien und Open Source Software (kurz ifrOSS) ist eine private Einrichtung, die sich insbesondere mit Rechtsfragen von Open Source und Open Content beschäftigt. Es wurde von den Juristen Till Jaeger und Axel Metzger Anfang 2000 in München gegründet. Das Institut hat unter anderem die UVM-Lizenz für freie Inhalte erstellt. Das ifrOSS ermöglichte im Jahr 2002 durch eine Stellungnahme zum Urheberrecht-Gesetzesentwurf die Aufnahme der sogenannten Linux-Klausel im Gesetz, welche für Lizenzen wie GNU FDL und ähnliche in Deutschland Rechtssicherheit ermöglichen.

## Weblink
- Offizielle Webpräsenz